# Aavikko
Aavikko is een Finse synthpop band uit Siilinjärvi. Aavikko werd gevormd in 1995, hun handelsmerk bevat een doelbewust "Oost-Europese"-stijl met een kunstmatige, plastic klinkende synthesizer. De band zelf noemt de stijl "muysic", een samentrekking van de Engelse woorden "mystic", mystiek en "music", muziek. Het motto van de band is: "Wij spelen, jullie dansen!".
De band is het meest bekend door hun nummer "Viitostie" wat sterk is beïnvloed door de Duitse elektropioniers Kraftwerk (de naam is een referentie aan het bekende nummer "Autobahn"; "Viitostie" is een grote snelweg in Finland die toevallig ook langs Siilinjärvi loopt).

## Discografie
- Aavikko EP (1996)
- Derek! (1997)
- Oriental Baby EP (1999)
- Multi Muysic (2000)
- Viitostie EP (2000)
- Aavikko & Felix Kubin EP (2001)
- Aavikko & Mono Pause EP (2002)
- History of Muysic (collectie album, 2003)
- Meets Hit Singer Kabar (single, 2004)
- Back from the Futer (2005)

## Bezetting
- Tomi Kosonen, keyboard en saxofoon
- Tomi Leppänen, drums en elektronische percussie
- Paul Staufenbiel, keyboard

## Voormalige leden
- Antti Koivumäki, elektronisch orgel (1995-1998)